# Backlash (2007)
Backlash (2007) là một sự kiện pay-per-view (PPV) đấu vật chuyên nghiệp sản xuất bởi WWE, diễn ra ngày 29 tháng 4 năm 2007, tại Philips Arena ở Atlanta, Georgia. Sau WrestleMania, tất cả các pay-per-view đều dành cho 3 thương hiệu. Đây là sự kiện Backlash thứ 9 và có sự góp mặt của các đô vật từ Raw, SmackDown!, và ECW.
Trận đấu chính của Raw là trận Fatal Four-Way tranh đai WWE Championship có nhà vô địch John Cena, Randy Orton, Edge, và Shawn Michaels. Cena chiến thắng và giành lại đai sau khi đè Orton. Trận đấu chính của SmackDown! là trận đấu Last Man Standing tranh đai World Heavyweight Championship giữa The Undertaker và Batista, kết thúc không có kết quả sau khi cả hai người không thể đứng lên trước khi trọng tài đếm tới 10. Trận đấu chính của ECW là Bobby Lashley vs. Team McMahon (Umaga, Vince và Shane McMahon) trong một trận đấu chấp người tranh đai ECW World Championship. Vince giành chiến thắng và đai vô địch sau khi đè Lashley.

## Kết quả
| #                                                                                | Kết quả                                                                             | Thể loại                                                            | Thời gian |
| -------------------------------------------------------------------------------- | ----------------------------------------------------------------------------------- | ------------------------------------------------------------------- | --------- |
| 1D                                                                               | Carlito đánh bại Johnny Nitro                                                       | Trận đấu đơn                                                        | Không rõ  |
| 2                                                                                | The Hardy Boyz (Jeff Hardy và Matt Hardy) (c) đánh bại Lance Cade và Trevor Murdoch | Trận đấu đồng đội tranh đai World Tag Team Championship             | 14:18     |
| 3                                                                                | Melina (c) đánh bại Mickie James                                                    | Trận đấu đơn tranh đai WWE Women's Championship                     | 09:02     |
| 4                                                                                | Chris Benoit (c) đánh bại Montel Vontavious Porter                                  | Trận đấu đơn tranh đai WWE United States Championship               | 13:10     |
| 5                                                                                | Mr. McMahon, Shane McMahon và Umaga đánh bại Bobby Lashley (c)                      | Trận đấu chấp người tranh đai ECW World Championship                | 15:45     |
| 6                                                                                | The Undertaker (c) vs. Batista kết thúc với kết quả hòa                             | Trận đấu Last Man Standing tranh đai World Heavyweight Championship | 20:23     |
| 7                                                                                | John Cena (c) đánh bại Randy Orton, Edge và Shawn Michaels                          | Trận đấu Fatal 4-Way tranh đai WWE Championship                     | 19:21     |
| - (c) – chỉ người vô địch bước vào trận đấu - D – chỉ trận đấu là một dark match |                                                                                     |                                                                     |           |